# Cremilda de Lima

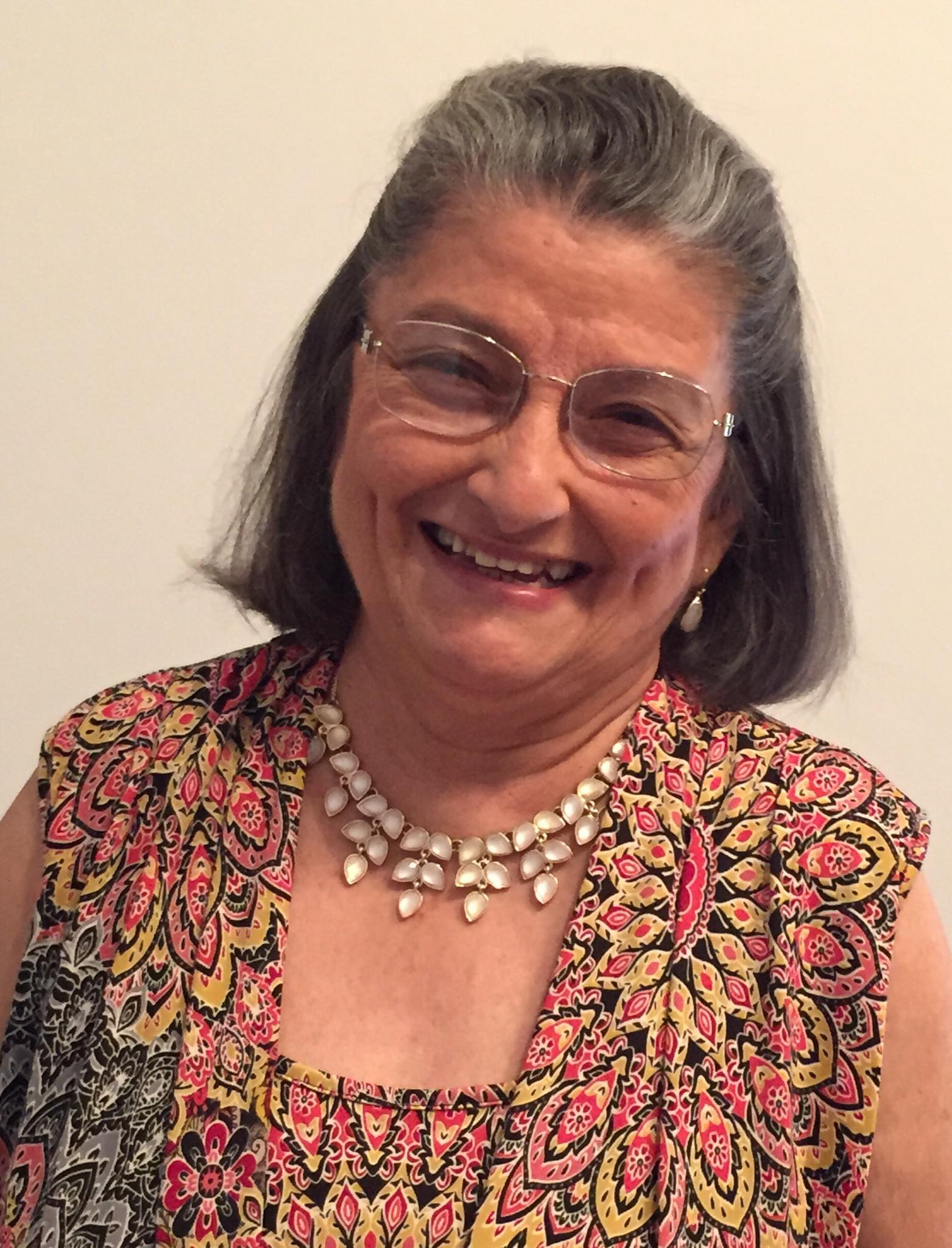
Cremilda de Lima, 2019

Maria Cremilda Martins Fernandes Alves de Lima, kurz Cremilda de Lima (* 25. März 1940 in Luanda, Portugiesisch-Angola) ist eine angolanische Kinderbuchautorin.

## Leben
Zu ihrem literarischen Werk gehören:
- Rund 50 veröffentlichte Titel der Kinder- und Jugendliteratur
- Ein illustriertes Gedichtband
- Ein Buch mit Poesie und Gedanken
- Ein Buch über die „Geschichte der angolanischen Kinderliteratur“
- Sie ist außerdem Autorin von Schulbüchern
- Ein Essay über das PNL (Nationaler Leseförderungsplan), der den Vorschul- und Primarunterricht (1. bis 6. Klasse) umfasst

Cremilda de Lima ist der literarische Name von Maria Cremilda Martins Fernandes Alves de Lima. Sie wurde am 25. März 1940 in Luanda (Angola) geboren. Sie absolvierte den Grundschullehrerkurs an der ersten Schule, die in Angola zur Ausbildung von Lehrern eröffnet wurde, 1962/1963 in Bié und 1963/1964 in Luanda. 1987 schloss sie den Kurs für wissenschaftlich-pädagogische Ausbildung an der Hochschule für Bildung in Setúbal und einen Kurs für portugiesische Sprache und Kultur für Portugiesischlehrer an der Fakultät für Geisteswissenschaften in Lissabon ab. Sie hat 1993 einen Bachelor in Pädagogik am Höheren Institut für Bildungswissenschaften in Luanda erworben. 2003 erhielt sie den Abschluss an der Hochschule für Bildung in Leiria. 1980 schloss sie den Allgemeinen Kurs für französische Sprache am Nationalen Sprachinstitut in Luanda ab.
Sie ist seit 1964 Grundschullehrerin. Ihre Karriere begann sie 1964 in Malange. Ab 1965 unterrichtete sie in Luanda. 1977 trat sie der Arbeitsgruppe des angolanischen Bildungsministeriums bei, zunächst im CIP (Zentrum für Pädagogische Forschung), später CIPIE (Zentrum für Pädagogische Forschung und Schulinspektion), heute INIDE (Nationales Institut für Bildungsforschung und -entwicklung), um an der Bildungsreform mitzuwirken. Diese Tätigkeit umfasste Arbeitsgruppen für verschiedene Fächer und Bildungsstufen, vom Vorschulbereich bis zur Sekundarstufe.
Sie war Teil der portugiesischsprachigen Gruppe mit der Aufgabe, Programme, Lehrbücher und pädagogische Leitfäden mit portugiesischer Prägung an die eigenen Lebensrealitäten anzupassen. Es waren intensive Forschungszeiten, damit die eigene Kultur in den Lehrplänen verankert werden konnte. Infolge dieser Arbeit wurden die ersten Programme, Lehrbücher und Leitfäden herausgegeben.
Zur pädagogischen Qualifizierung der Lehrkräfte wurden verschiedene Aktivitäten wie nationale Seminare durchgeführt. Eine anspruchsvolle, aber sehr wichtige Aufgabe war die Überarbeitung der Schulbücher in verschiedenen Verlagen, insbesondere Makutanga (Angola), Plátano Editora, ASA Grafikwerkstätten (Portugal) und in Jugoslawien.
Sie war am INIDE/GULBENKIAN-Bildungsprojekt beteiligt sowie an pädagogisch-didaktischen Aktivitäten im Rahmen des UNICEF-Projekts zur Alphabetisierung mit der Geschichte „As vacinas“ (Die Impfungen), illustriert von Paula Lima. Sie beteiligte sich an der Einführung von Lesekoffern, die auch Werke von ihr enthielten, im Kinderheim Lar Kuzola, gefördert vom Kulturministerium mit Regierungsvertretern, die mit den Kindern Geschichten erzählten und eine schöne, fröhliche Kulturveranstaltung gestalteten. Sie war an weiteren pädagogisch-didaktischen Aktivitäten im Rahmen des INIDE/UNICEF-Projekts beteiligt.
Neben der Autorenschaft von Kinder- und Jugendliteratur ist sie auch Autorin von Schulbüchern.
Sie nahm 1987 an der Diagnose zur Umsetzung der Bildungsreform im INIDE (Bildungsministerium) teil. Sie arbeitete dort bis 1991, als sie zum Personal der EPL (Portugiesische Schule von Luanda) wechselte. Sie bereitete kulturelle und Freizeitaktivitäten in Grundschulen, Kindergärten, Radioprogrammen, Fernsehprogrammen, Buchmessen, Kolloquien usw. vor und führte sie durch.
Buchpräsentationen von Kinder- und Jugendliteratur fanden in der Nationalbibliothek mit Lese- und Improvisationsaktivitäten statt. Lese-, Zeichen- und Malaktivitäten fanden im Kulturzentrum Nzinga Mbandi, in der Buchhandlung Mirui, in Schulen und Kindergärten statt.
Sie ist Mitglied der Kommission zur Abfassung der Geschichte der angolanischen Literatur. Ihre Werke wurden von verschiedenen Institutionen und Verlagen herausgegeben, darunter INALD, INIC, UEA, Editora Nzila, Fundo de Solidariedade Lwini, Caxinde Editora, Leya Texto Editores, Plural Editores, Editora das Letras, Editora Acácias, Mayamba Editora, É Sobrenós Editora.
Sie nahm am LER & CONTAR-Projekt (Noitibó Confraria 2020) teil. Seit 1984 ist sie Mitglied der UEA (Vereinigung der angolanischen Schriftsteller) und des GELI (Studiengruppe für Kinderliteratur der UEA). 1986 beteiligte sie sich an der Vorbereitung und Durchführung eines Kolloquiums über Kinderliteratur, organisiert vom INALD/Kulturministerium. 1989 organisierte sie ein Seminar zur Kinderliteratur in der schwedischen Botschaft mit Präsentationen eigener Bücher.
Sie arbeitete mit dem Kindersupplement „1º de Dezembro“ der Zeitung Jornal de Angola, in Radio- und Fernsehprogrammen sowie in Kulturprogrammen in Bibliotheken und Schulen zusammen. Sie nahm am Symposium über nationale Kultur teil. Seit 2000 ist sie Mitglied des Kultur- und Freizeitvereins Chá de Caxinde. 2005 wurde sie in die Kommission zur Abfassung der Geschichte der angolanischen Literatur aufgenommen. 2010 wurde sie zur „Diva der Bildung“ bei den Divas de Angola, einem Projekt von Semba Comunicação, ernannt.
Sie wurde zweimal für den Internationalen Astrid-Lindgren-Preis (2008–2009) nominiert, der vom schwedischen Staat zur Förderung der Kinder- und Jugendliteratur weltweit ins Leben gerufen wurde. Sie beteiligte sich am Buch „O bom cidadão“ (Der gute Bürger), einem Leitfaden für gutes Benehmen in Familie und Gesellschaft, Sammlung Bildung für Bürgersinn Nr. 3 / 2006.
Einige ihrer Bücher wurden in andere Sprachen übersetzt, darunter Serbokroatisch, Spanisch und Kimbundu. Das Werk „A kianda e o barquinho de Fuxi“ wurde ins Kimbundu übersetzt und ist bereits veröffentlicht. Auch „Tetembwa ya dipanda“ und „A velha sanga partida“ wurden ins Kimbundu übersetzt. Andere Werke wurden für das Theater adaptiert, darunter:
- „O balão vermelho“ (Adaption von Fernanda Galvão Branco für die Schule 1º de Dezembro)
- „O maboque mágico“ (Adaption von Lehrerinnen der Portugiesischen Schule von Luanda für das Jahresabschlussfest im Kino Karl Marx)
- „O imbondeiro que queria ser árvore de Natal“
- „A quinta dos girassóis“
- „Duas histórias de encantar“
- „Histórias com adivinhas“
- „A múcua que baloiçava ao vento“
- „Mussulo uma ilha encantada“ (Adaption für ein Kindergartenfest)

Sie nahm am PALOP-Preis für Kinderliteratur 1998 mit dem Buch „O maboque mágico e outras histórias“ teil. „A kianda e o barquinho de Fuxi“ wurde als Comic im Kindersupplement der Zeitung Jornal de Angola und am INE (Normalinstitut für Bildung) von Sérgio Piçarra 1986 veröffentlicht. Sie nahm am Fernsehprogramm Carrocel/Televisão Popular de Angola in der Rubrik „Curiosidades“ (März 1986) teil. Sie schrieb für die Zeitschrift MENSAGEM mit dem Essay „Panorama der aktuellen Kinderliteratur in Angola“ (Editorial Caminho, Portugal, 1991).
Sie arbeitete an weiteren Radio- und Fernsehprogrammen mit, darunter „O nosso Alfabeto“ und „Porquê das Coisas“ (Juni 1995). Die „VIDA E OBRA de Cremilda de Lima“ war das Thema einer Abschlussarbeit im Journalismusstudium von Esperança Cosme am IMEL (2002). Sie wurde für die Abschlussarbeit von Isabel Canepa an der Fakultät für Geisteswissenschaften in Luanda interviewt (Thema: Symbolische Bedeutung des Affenbrotbaums in den Werken „A múcua que baloiçava ao vento“ und „O imbondeiro que queria ser árvore de Natal“ von Cremilda de Lima, 24. Dezember 2019).
Sie nahm an Reflexionstagen über Buch und Lesen teil, mit dem Thema: Das Schulbuch – welcher Marktanteil? (INIDE, April 2004). Sie war am Programm für Kinderliteratur mit dem Thema: Curriculare Reform – Vorschulsystem (Luanda, Juli 2002) beteiligt. Sie wirkte an der Einrichtung der Bibliothek der Stiftung für soziale Solidarität Lwini (Lesekoffer, 2007) mit.
Sie arbeitete an der EPL (Portugiesische Schule Luanda) mit, wo sie kulturelle Animation mit Puppentheater und Dramatisierung von Geschichten durchführte. Sie nahm an „A Oficina do contador de estórias“ im Memorial Agostinho Neto (November 2015) teil. Sie arbeitete mit dem INAC (Nationales Kinderinstitut) zusammen.
Sie nahm an der II. Afrikanischen Kulturwoche an der Amerikanischen Schule Lissabon (CAISL, 2013) teil. Sie war auf der 56. Belgrader Buchmesse (Ehrengast CPLP, 2011) und auf der Buchmesse Lissabon (2016, 2017, 2020, 2021) mit Buchpräsentationen vertreten. 2020/2021 erschien bei Editora das Letras das Buch „O aniversário de vovô Imbo em realidade aumentada“. Sie nahm an der XXIII. Internationalen Buchmesse von Casablanca teil.
Sie nahm an Treffen in Schulbibliotheken in Lissabon im Rahmen des Projekts „Mundos Lusófonos – Leituras e Encontros“ teil. Sie gab Interviews für RTP África, in den Programmen „Mar de Letras“, „Bem-Vindos“ und „Conversas ao Sul“ in Lissabon sowie für zahlreiche Zeitungen, Zeitschriften und Radiosender.
Buchpräsentationen fanden in der Nationalbibliothek mit Lesungen und dramatischen Improvisationen statt. Buchvorstellungen mit Autogrammstunden und Leseaktivitäten gab es auch in Einkaufszentren mit Kindern und Erwachsenen. Sie nahm am Projekt „Sopa de Letrinhas“ im Brasilianisch-Angolanischen Kulturzentrum teil. Sie traf sich mit Kindern und Jugendlichen in der Stadtbibliothek von Viana zu Märchenlesungen. Sie nahm jedes Jahr am „Jardim do Livro Infantil“ mit neuen Titeln teil.
Sie war Jurymitglied beim Festival da Canção de Luanda (2016) und beim Nationalen Preis für Kultur und Kunst, Kategorie Literatur (2017). Sie beteiligte sich am UNICEF-Projekt „Pequenas Estórias“ mit der Geschichte „O Livro Colorido“. Sie hielt Vorträge, u. a. in der Mediathek von Luanda zum Welttag des Buches (2017).
Sie nahm am TPA-Programm „Um minuto de Saber“ (2012) und am Projekt „Festa da Leitura“ in Bengo/Caxito teil. Sie war am II. Luso-afro-brasilianischen Literaturfestival im Brasilianisch-Angolanischen Kulturzentrum beteiligt.
Insgesamt nahm sie an zahlreichen Aktivitäten teil, darunter Interviews, Kritiken, Essays, Reportagen, literarische Reflexionen, Buchpräsentationen, Wettbewerbe, Debatten und Fernsehprogramme.
Sie erhielt ein Zertifikat des marokkanischen Kulturministeriums für die Teilnahme an einer Podiumsdiskussion zum Thema „Integration und kulturelle Veränderungen in Zentralafrika“ (2017) sowie Diplome für die Erwachsenenalphabetisierung (1976), für persönliche und berufsethische Lehrerausbildung (2003) und für pädagogische Fortbildung (2001).
Sie nahm am Seminar über die Geschichte der angolanischen Literatur (2010) teil. Im Rahmen der Internationalisierung der angolanischen Literatur wurde die „Anthologie der Kindergeschichten“ (herausgegeben von Irene Guerra Marques und Cremilda de Lima) zur Übersetzung ins Spanische ausgewählt, in Zusammenarbeit mit kubanischen Verlagen, mit Präsentation auf der Buchmesse in Havanna (2012).
Sie war Teil der Arbeitsgruppe zur postkolonialen Literaturgeschichte Angolas (2005) und nahm an Treffen zur angolanischen literarischen Identität teil (2005). Sie wurde von Aguinaldo Cristóvão für „Pessoas com quem falar“ (UEA) interviewt und nahm an der Veranstaltungsreihe „Textualidades“ im Memorial Dr. António Agostinho Neto (2021) teil. Sie hielt eine Zoom-Konferenz der Akademie der Angolanischen Literaturwissenschaften über „Leben und Werk von Cremilda de Lima“ (2021) und eine weitere zum Thema Kinder- und Jugendliteratur in Angola (2025).
Am 20. April 2024 wurde ihr Buch „Mussulo uma Ilha Encantada“ im Rahmen des Projekts „Mussulando com Arte“ veröffentlicht.
Cremilda de Lima wurde für ihr Lebenswerk mehrfach geehrt.

### Auszeichnungen
Cremilda de Lima war zwei Mal für den internationalen Astrid-Lindgren-Gedächtnis-Preis nominiert (2008 und 2009). Der Preis, gestiftet von der schwedischen Regierung, soll Engagement und Verdienste um Kinder- und Jugendbuchliteratur auszeichnen.
2008 ehrte sie das angolanische Kulturministerium mit einer Ehrenurkunde für ihre Verdienste um die angolanische Kinderliteratur.

## Werke (unvollständig)

### Datiert
- O Tambarino dourado (1982[2])
- Os Kandengues desfilam no carnaval (2015[3])
- Tetembwa Ya Dipanda (auf Kimbundu, 2016[4])
- Uma Aventura nas Nuvens (2016[5])
- Brincadeira ao Luar (2016[5])

### Undatiert
- O balão vermelho
- “Mussulo uma Ilha Encantada”, in 4 Estórias
- O Maboque Mágico e Outras Estórias
- Missanga e o sapupo
- A múcua que baloiçava ao vento
- O aniversário de vovô Imbo
- O livro das brincadeiras
- A viagem do Pai natal
- Kabulo, o Rei
- A raposa e a perdiz
- Histórias e historietas
- O sonho de um roboteiro
- Os patinhos no parque
- O livro das brincadeiras
- Kiko o gatinho perdido
- O semba das penas coloridas
- O medo voou pela janela
- O semba das penas coloridas
- A Colher e o Génio de Canavial
- A Kyanda e o Barquinho de Fuxi
- O Maboque Mágico
- O Embondeiro que Queria ser Árvore da Natal
- A Missanga e o Sapupo
- O Nguiko e as Mandiocas
- A Velha Sanga Partida
- Mussulo uma Ilha Encantada